# Heliconia curtispatha
Heliconia curtispatha là một loài thực vật có hoa trong họ Heliconiaceae. Loài này được Petersen mô tả khoa học đầu tiên năm 1890.